# Krasnogorskij rajon (Udmurtia)
Il Krasnogorskij rajon (in russo Красногорский район?, in lingua udmurta Красногорск ёрос), è un municipal'nyj rajon della Repubblica Autonoma dell'Udmurtia, in Russia. Istituito il 15 luglio 1929, occupa una superficie di circa 1 860 chilometri quadrati, ha come capoluogo il villaggio di Krasnogorskoe e una popolazione di 7 841 abitanti. Il distretto è suddiviso in 10 comuni rurali.